# Inger Oxe
Inger Oxe, född 1526, död 1591, var en dansk hovfunktionär. Hon var hovmästarinna till Danmarks drottning Sofia av Mecklenburg mellan 1572 och 1584. Hon var fosterförälder till Tycho Brahe.